# Cerro Gordo
För andra betydelser, se Cerro Gordo (olika betydelser).

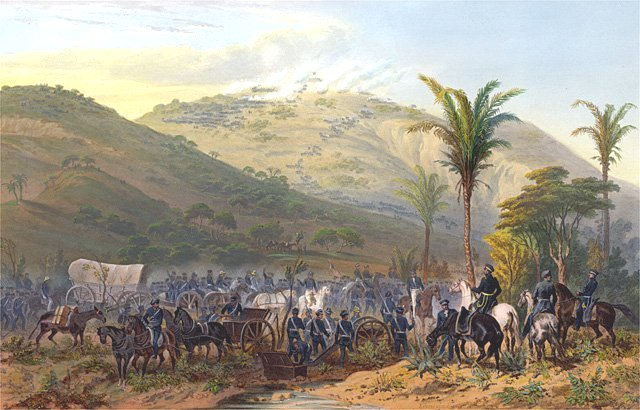
Målning från 1851 som visar striderna mellan mexikaner och amerikaner i Cerro Gordo år 1847.

Cerro Gordo, berg i Mexiko, mellan Veracruz och
Mexico City. I bergspasset 18 april 1847 blev mexikanerna under Antonio López de Santa Anna slagna av den amerikanske generalen Winfield Scott.